# Michael Gottwald (Filmproduzent)
Michael Gottwald (* um 1983 in Richmond (Virginia)) ist ein US-amerikanischer Filmproduzent, der 2013 für einen Oscar nominiert wurde.

## Leben
Im Jahr 2005 arbeitete Michael Gottwald als Second Unit Regisseur bei dem Kurzfilm Egg. Anschließend trat er als Filmproduzent in Erscheinung. 2012 war er als Produzent des Dokumentarfilms Tchoupitoulas verantwortlich. Im selben Jahr war er mit Dan Janvey und Josh Penn als Produzent für das Fantasy-Drama Beasts of the Southern Wild verantwortlich. Dieses Filmdrama erhielt bei der Oscarverleihung 2013 eine Nominierung in der Kategorie Bester Film. Der Film, der bereits einen AFI Award als Bester Film des Jahres erhielt, war gleichzeitig das Regiedebüt von Benh Zeitlin, der zweimal eine Nominierung bei den Academy Awards erhielt.
Derzeit ist er als Produzent für die Komödie Ping Pong Summer verantwortlich, in der Susan Sarandon und Lea Thompson mitspielen.
Im Sommer 2025 wurde Gottwald Mitglied der Academy of Motion Picture Arts and Sciences.

## Filmografie
- 2005: Egg (Kurzfilm)
- 2008: Glory at Sea (Kurzfilm)
- 2011: Big Freedia: Y’all Get Back Now (Kurzfilm)
- 2012: Tchoupitoulas (Dokumentarfilm)
- 2012: Beasts of the Southern Wild
- 2014: Ping Pong Summer
- 2014–2015: High Maintenance (Fernsehserie, 6 Episoden)
- 2015: Western
- 2016: Contemporary Color
- 2017: Patti Cake$
- 2025: O’Dessa